# Typhlops kraali
Typhlops kraalii là một loài rắn trong họ Typhlopidae. Loài này được Doria mô tả khoa học đầu tiên năm 1874.